# 春日駅 (北海道)

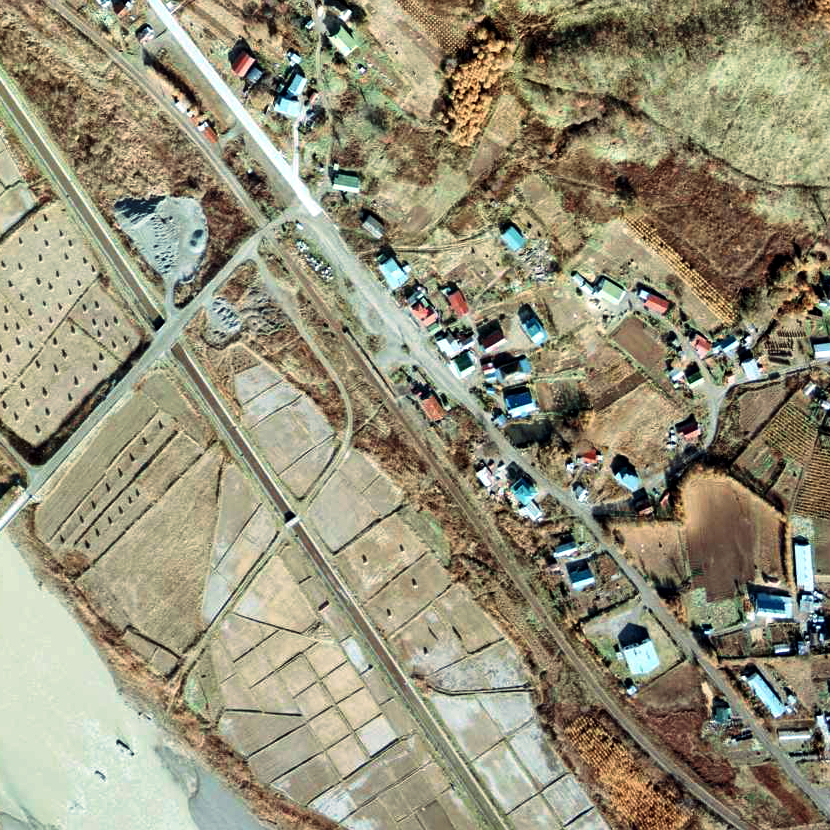
1975年の春日駅と周囲約500m範囲。右下側が日高町方面。鵡川寄りにコンクリート製のホームが見え、駅舎側は1983年（昭和58年）には既に日高町側が切られて引込線化されていた。

春日駅（かすがえき）は、北海道（胆振支庁）勇払郡鵡川町字春日（現・むかわ町）にかつて設置されていた、日本国有鉄道（国鉄）富内線の駅（廃駅）である。電報略号はスカ。事務管理コードは▲132302。

## 歴史
- 1922年（大正11年）7月24日 - 北海道鉱業鉄道金山線沼ノ端駅 - 生鼈駅（後の旭岡駅）間の開通に伴い、萠別停留場（もえべつていりゅうじょう）として開業[5]。旅客のみ取り扱い[1]。
- 1924年（大正13年）
  - 3月3日 - 北海道鉱業鉄道が社名を北海道鉄道（2代目）に改称し、それに伴い同鉄道の停留所となる。
  - 8月22日 - 駅に昇格、萠別駅となる[1]。旅客のみ取り扱い。
- 1943年（昭和18年）8月1日 - 北海道鉄道が戦時買収により国有化され、路線名を富内線に改称、それに伴い同線の駅となる。同時に春日駅に改称[1]。
- 1953年（昭和28年）10月1日 - 車扱貨物の取り扱いを開始し、一般駅となる[1]。
- 1957年（昭和32年）10月5日 - 荷物の取り扱いを開始[1]。
- 1960年（昭和35年）4月1日 - 業務委託化。
- 1977年（昭和52年）2月1日 - 貨物・荷物の取り扱いを廃止[1]。同時に無人駅化[6]（駅前の商店に簡易委託）[7]。
- 1986年（昭和61年）11月1日 - 富内線の全線廃止に伴い、廃駅となる[2]。

### 駅名の由来
新旧名とも所在地名より。
旧駅名の萠別（もえべつ）は、アイヌ語の「モイペッ（moy-pet）」（静かな・川）に由来し、当地での鵡川の流れる様を表しているのではないかと考えられている。なお、現在当地には鵡川支流のモイベツ川が流れているが、この川が「静かな川」だったのではなく、「鵡川が『静かな川』であるところに流れ込む川」の意で命名されたものではないかと考えられている。
春日の地名は、鵡川村（当時）で1943年（昭和18年）11月15日施行の大字廃止・字名整理改正に伴って成立したもので、由来は「本地ハ本村中央部ニアリ南ニ面セル高丘ニ日当リ良ク旧名萌別ト称シタリ　若芽ノ萌ユルハ春ノ候ナルニヨリテ萌ユル語源ヨリ春日ト称スルモノナリ」と説明があるように、旧名から連想で名付けられた和名である。
なお、富内線の国有化・当駅の改名より字名の改正が後となっているが、地名の決定自体は8月1日の国有化の直前7月17日であり、その後7月31日付で村会で異議なしの答申を得ている。

## 駅構造
廃止時点で、島式ホーム（※片面使用）1面1線を有する地上駅であった。ホームは。線路の東側（日高町方面に向かって左側）に存在した。かつては島式ホーム1面2線を有する。列車交換可能な交換駅であった。使われなくなった駅舎側の1線は、交換設備運用廃止後も鵡川方の転轍機及びホーム端までの線路が側線として残っていた（但し1983年（昭和58年）時点では転轍機の先、ホームに至る間の部分に車止めが設置されていた）。
無人駅（簡易委託駅）となっており、有人駅時代の駅舎は改築され、日高本線豊郷駅、清畠駅と同型の駅舎となっていた。駅舎は構内の東側に位置し、ホームから少し離れていた。駅自体は完全無人であるが、駅前の商店で乗車券を取り扱う簡易委託駅となっていた。

## 利用状況
- 1981年度（昭和56年度）の1日当たりの乗降客数は38人[3]。

## 駅周辺
- 北海道道74号穂別鵡川線
- 北海道道983号米原田浦線
- 鵡川[11]

## 駅跡
1999年（平成11年）時点では駅舎、ホーム、駅名標が残存していた。また簡易委託を受託していた駅前商店には当時の看板、時刻表、運賃表が保存されていた。2011年（平成23年）時点では旧駅施設については同様で、駅舎はバスの待合所として再利用されている。駅名標は塗り直されている模様であった。

## 隣の駅
日本国有鉄道
富内線
豊城駅 - 春日駅 - 旭岡駅
かつて当駅と旭岡駅（当時は生鼈駅）との間に、芭呂沢駅（ばろさわえき）が存在した（1923年（大正12年）6月12日開業。1943年（昭和18年）8月1日廃止）。